# 바인마이스터슈트라세역
바인마이스터슈트라세역(U-Bahnhof Weinmeisterstraße)은 베를린 미테구 미테에 있는 U8의 역이다. 1930년 4월 18일에 개업했다.
섬식 승강장의 최대 너비는 8 m이며, 지하 6 m에 설치되어 있다. 알프레드 그레난데르가 설계한 역사 외벽은 파란색 타일로 마감되어 있다. 지상의 도로 폭이 좁기 때문에 건설 당시에는 보도상이 아닌 가옥 내부로 출구를 설치해야 했다. 현재 역사의 모든 출구는 보도상에 설치되어 있다. 원래 설치되어 있었던 서부 출입구 부지는 이후 주차장으로 편입되면서 철거되었다. 1961년 8월 13일부터 1990년 7월 1일까지는 서베를린 BVG의 열차가 정차하지 않았던 유령역이었다.
역사는 베를린 건축유산으로 지정되어 있다.

## 인접 철도역
베를린 노면전차 M1번과 환승할 수 있다.
| 베를린 지하철 8호선                | 베를린 지하철 8호선 | 베를린 지하철 8호선           |
| ---------------------------------- | ------------------- | ----------------------------- |
| 알렉산더플라츠 헤르만슈트라세 방면 | U8                  | 로젠탈러 플라츠 비테나우 방면 |